# Bezirksreserve
Eine Bezirksreserve ist eine Reserve des Zivilschutzes eines Regierungsbezirks oder einer vergleichbaren Verwaltungseinheit in Deutschland, die bei besonderen Katastrophen (also z. B. Hochwasser oder Waldbränden) durch einen Kreis angefordert werden kann.

## Zusammensetzung
Bezirksreserven werden durch die Kreise der Regierungsbezirke gebildet. Einheiten dieser Reserven sind die Feuerwehr, das THW, sowie alle Hilfsorganisationen (Deutsches Rotes Kreuz, Malteser Hilfsdienst, Johanniter Unfallhilfe, Arbeiter-Samariter-Bund etc.).